# Tucho
Tuchos Hidráulicos são componentes semelhantes a amortecedores (em seu funcionamento) utilizados em motores a combustão. Destinam-se a eliminar a folga de trabalho entre o comando-de-válvulas e a válvula propriamente dita.

## História
O termo em inglês, Tappet foi registrado pela primeira vez como parte do mecanismo de válvulas do motor de feixe atmosférico da Newcomen, um precursor do motor a vapor. Os primeiros motores de Newcomen funcionavam manualmente com válvulas, mas em poucos anos, em 1715, essa tarefa repetitiva havia sido automatizada. O feixe do motor tinha uma haste vertical, pendurada ao lado do cilindro. Blocos ajustáveis ou "tachis" estavam presos a esta vara e à medida que a viga se movia para cima e para baixo, os tuchos pressionavam contra longas alavancas ou "chifres" presos às válvulas do motor, trabalhando o ciclo das válvulas de vapor e injeção de água para operar o motor.

## Tuchos hidráulicos
Os tuchos hidráulicos são usados para eliminar a folga existente entre a válvula e o balancim, tornando o funcionamento mais silencioso, visto que trabalha com folga-zero e possui regulagem automática, do que quando se utiliza tuchos mecânicos, e impedir que o motor exceda em RPMs, evitando a flutuação das válvulas e eventual quebra do motor. 
Amplamente utilizados nos veículos GM Opala (Exceto Opala SS) e Ford Maverick, por exemplo. 
Diferentemente dos tuchos mecânicos, onde devemos regular com uma folga predeterminada pelo fabricante, usando para isto um cálibre de lâminas. Os tuchos hidráulicos eliminam esta folga, pois funcionam com a pressão e o fluxo do óleo, possuindo a chamada "regulagem automática". Normalmente não requerem ajuste ou regulagem, porém com o tempo de uso e funcionamento podem se degastar e até mesmo engripar, devido à formação de borra de óleo em seu interior. Donde surge o som característico de "válvula batendo". Nestes casos, basta verificar a folga indicada no manual do fabricante e reajustar (tucho mecânico). 
No caso dos tuchos hidráulicos, deve-se primeiramente desengripar os tais. Após retirados do motor, frios de preferência, devem ser desmontados retirando-se primeiramente o anel-de-segmento que se encontra no topo do mesmo. Após retirar todo o óleo de seu interior, a limpeza pode ser feita com gasolina ou água-raz, retirando-se toda a impregnação. Antes da montagem é intessante pulverizá-los com wd-40 ou similar. Não se deve encher de óleo para montar, pois eles vão se encher "carregar" nas primeiras viradas do motor. 

#### Ajuste no motor
Na condição com os tuchos descarregados - após a limpeza - você deve regular a folga em zero, e isto se dá quando a vareta de acionamento se encosta no balancim e no tucho, observe que ela deve estar encostada, e não apertada. Faça isto com todos, observando sempre que para cada cilindro, a regulagem deve ser feita na posição em que os cames do comando de válvulas NÃO estão empurrando os tuchos para cima, portanto o ajuste se procede em um cilindro por vez. 
Feito isto e colocadas as tampas de válvulas no devido lugar funcione o motor, note que a princípio ele vai fazer barulho de batida, mas não se preocupe pois logo os tuchos se "carregam", enchem de óleo, e o som de batida some;
aguarde então o motor atingir a temperatura normal de funcionamento, após isto proceda a regulagem definitiva da folga. Abra a tampa que dá acesso aos balancins e reaperte os parafusos reguladores, como anteriormente, um cilindro por vez, na posição em que os tuchos, e os cames do comando de válvulas estiverem abaixados. No caso dos motores Opala 4 cilindros, o reaperto deve ser de 1/4 até 1 volta no parafuso, e nos motores de 6 cilindros deve ser de 1/2 até 1 volta.
Note que assim, em regime de alta rotação, os tuchos tendem a se descarregar, evitando que o motor exceda em RPM, e por conseguinte quebre, esta é a função do tucho, portando você ira perceber que ao "esticar" ao máximo uma marcha, o motor irá "cortar"
evitando a rotação máxima e danos ao motor, mesmo assim evite trabalhar com o máximo giro de seu motor. Note que ao reapertar os parafusos reguladores, quanto menor for o reaperto maior será a rotação final do motor. Partida a frio, nota-se som de válvula batendo, isto é normal, visto que ao esfriar os tuchos se descarregam, a batida pára com o motor quente. 
Os tuchos hidráulicos originais não funcionam bem acima de 4500 rpm e tendem a "esvaziar" quando o motor é utilizado esportivamente, equiparam a maioria absoluta dos motores Opala, exceto motores SS, que usam tuchos mecânicos.

#### Fabricantes
Relata-se a existência de tuchos hidráulicos melhores que os originais, fabricados por empresas como a Iskenderian, Crane, Crower, Sealed Power e a Competition Cams. A principal diferença destes modelos é que suportam mais abusos de rotações e temperatura sem perder a pressão de óleo interna nos tuchos, agüentando a utilização esportiva até 6000 rpm em alguns modelos (9000-RPM Sealed Power). 

#### Vantagens
A grande vantagem em utilizar os tuchos hidráulicos é o silêncio de operação, pois a folga é zero, deixando o motor mais "crespo" e rápido nas respostas, principalmente em baixas e médias rotações. Concluído todo este procedimento, incluindo reaperto do parafuso regulador em até 1(uma) volta,caso haja ainda som de batida faz-se necessária a substituição dos tuchos. 
Para uso esportivo, ou de performance, recomenda-se uso de balancins, ou balanceiros, roletados.